# Golden Grove (Caroline du Sud)
Golden Grove est une census-designated place située dans le comté de Greenville, dans l’État de Caroline du Sud, aux États-Unis. Lors du recensement de 2020, elle comptait 3 002 habitants.